# Чонек, Тиагу
Тиаго Рангел Чонек (пол. Thiago Rangel Cionek; род. 21 апреля 1986, Куритиба, Куритиба, Бразилия) — польский футболист бразильского происхождения, защитник клуба «Авеллино 1912». Выступал за сборную Польши. Участник чемпионата Европы 2016 и мира 2018 годов.

## Клубная карьера
Чонек начал карьеру на исторической родине, выступая за клубы «Куяба», КРБ, а также португальский «Браганса». В 2008 году он присоединился к польской «Ягеллонии». 12 сентября в матче против «Лодзи» Тиагу дебютировал в чемпионате Польши. 8 мая 2009 года в поединке против «Лехии» он забил свой первый гол за «Ягеллонию». В том же году Тиагу помог клубу завоевать Кубок Польши. В 2012 году он перешёл в итальянскую «Падову». 3 сентября в матче против «Ливорно» Чонек дебютировал в итальянской Серии B. Летом 2013 года он на правах аренды перешёл в «Модену». 5 октября в поединке против «Эмполи» Чонек дебютировал за новую команду. 8 марта 2014 года в матче против своего бывшего клуба «Падовы» он забил свой первый гол за «Модену». По окончании аренды клуб Тиагу подписал с командой полноценный контракт.
В начале 2016 года Чонек перешёл в «Палермо». Сумма трансфера составила 350 тыс. евро. 3 апреля в матче против «Кьево» он дебютировал в итальянской Серии A.
В начале 2018 года Тиагу перешёл в СПАЛ. 21 января в матче против «Удинезе» он дебютировал за новую команду. 7 апреля в поединке против «Аталанты» Чонек забил свой первый гол за СПАЛ.

## Международная карьера
13 мая 2014 года в товарищеском матче против сборной Германии Чонек дебютировал за сборную Польши.
Летом 2016 года в составе сборной Тиагу принял участие в чемпионате Европы во Франции. На турнире он сыграл в матче против сборной Украины.
В 2018 году Чонек принял участие в чемпионате мира в России. На турнире он сыграл в матче против команды Сенегала.

## Достижения
«Ягеллония»
- Обладатель Кубка Польши: 2009/10